# Maurice de Saxe (1521-1553)
Pour l’article homonyme, voir Maurice de Saxe (1696-1750).
Maurice, né le 21 mars 1521 à Freiberg et mort le 9 juillet 1553 à Sievershausen, est duc de Saxe de 1541 à 1547, puis électeur de Saxe jusqu'à sa mort.

## Famille

Henri le Pieux et sa femme Catherine.

Maurice est le fils du prince catholique Henri IV, dit le Pieux, et de son épouse protestante Catherine, fille du duc Magnus II de Mecklembourg. À partir de 1532, il grandit à la cour de son parrain, Albert de Brandebourg, cardinal et archevêque de Magdebourg et de Mayence, à Halle. Notant que la vie d'Albert était publiquement en contradiction avec la doctrine catholique, son oncle le duc Georges le Barbu entreprit deux ans plus tard la responsabilité à l'égard de son éducation.
Depuis 1505, Henri règne sur les domaines de Freiberg et de Wolkenstein au pied des monts Métallifères. Sur l'insistance de sa femme Catherine, il se convertit au protestantisme en 1536. Soutenu par son cousin l'électeur Jean-Frédéric, il promulgue la Réforme dans ses territoires et il prend lui-même en main l'éducation de son fils. Le séjour de Maurice à la cour de Jean-Frédéric dans la ville de Torgau produit une profonde aversion. À Dresde, il rencontre le landgrave Philippe de Hesse avec qui va se lier une forte amitié. À la mort de son frère Georges le Barbu, le 17 avril 1539, Henri IV lui succède à la tête du duché de Saxe.
Devenu majeur en 1539, les parents de Maurice se chargent de la recherche d'une fiancée. La princesse Agnès, fille du landgrave Philippe de Hesse et de Christine de Saxe, est sa favorite — néanmoins, la bigamie de Philippe provoque chez Henri et Catherine un sentiment de dégoût et d'opposition morale. Maurice se fiance secrètement à Agnès et les deux se marient le 11 janvier 1541. Deux enfants sont issus de cette union :
- Anne (1544-1577), épouse en 1561 Guillaume Ier d'Orange-Nassau (divorce en 1574) ;
- Albert (1545-1546).

## Biographie

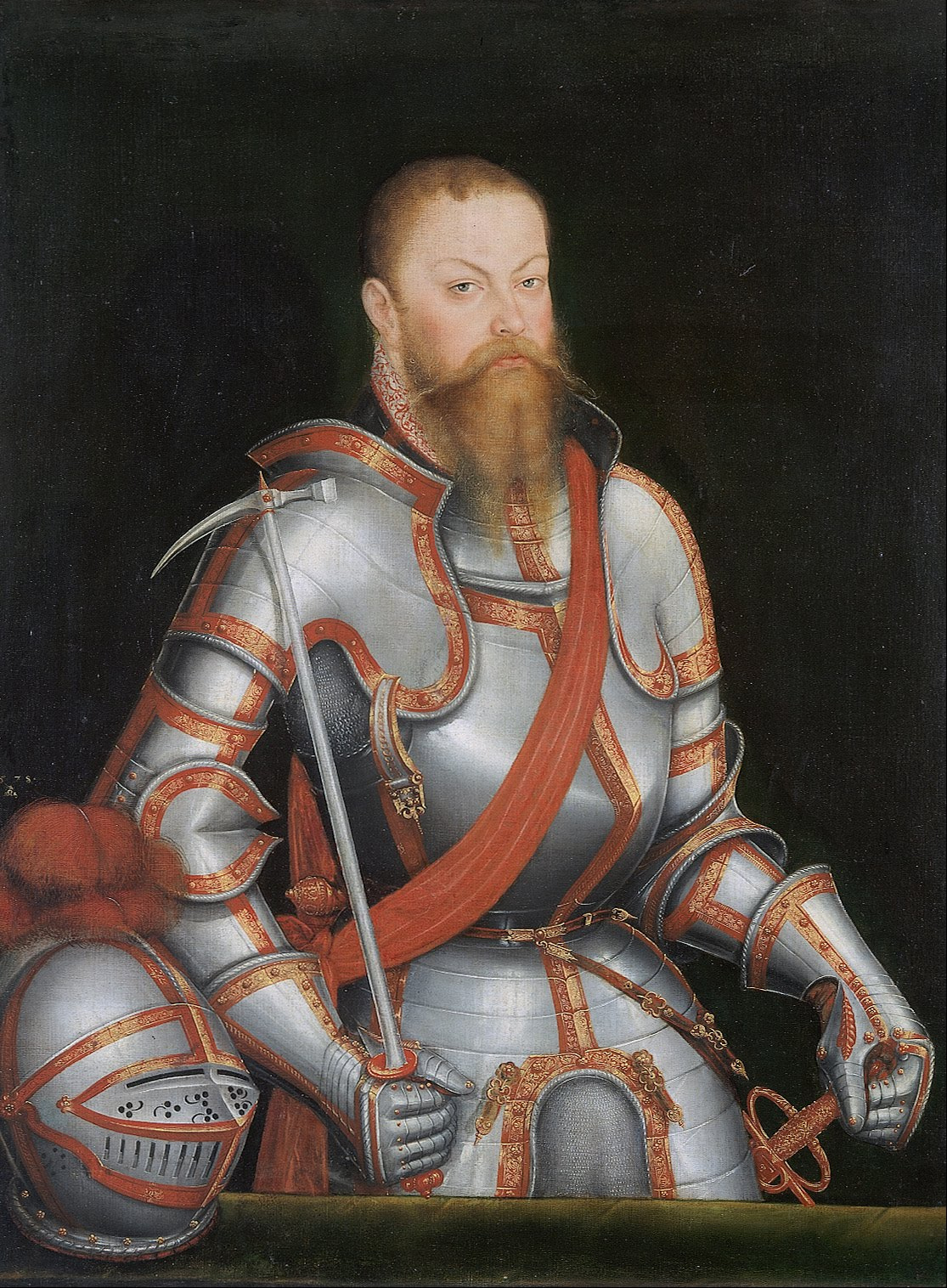
Maurice de Saxe en armure, portrait de Lucas Cranach le Jeune (1578).

Henri IV de Saxe meurt le 18 août 1541 et Maurice lui succède. Il s'efforce de maintenir de bonnes relations avec l'empereur Charles Quint et son frère Ferdinand régnant sur le royaume de Bohême au sud. Bien qu'il soit protestant, il sert l'empereur contre les Ottomans et la France ; mais simultanément, il sécularise les biens de l'Église catholique : l'École régionale de Pforta, le collège Saint Afra et le collège Saint Augustin à Grimma reprennent les locaux d'anciens monastères. Sur cet exemple, des établissements semblables sont apparus dans d'autres états protestants du Saint-Empire.
Appartenant à la branche albertine de la maison de Wettin, Maurice se tient à l'écart de la ligue de Smalkalde, union des princes protestants fondée par son beau-père Philippe de Hesse en 1531, en raison notamment de l'adhésion de son cousin détesté Jean-Frédéric, de la branche ernestine. Lors de la semaine Sainte en 1542, le conflit entre les branches aboutit à un litige relatif aux taxes de la collégiale de Wurzen ; ce n'est qu'après l'intervention du landgrave Phillipe et de Martin Luther que les deux concluent un compromis.
La guerre de Smalkalde marque un tournant : le 19 juillet 1546, Charles Quint prononce la mise au ban de l'Empire à l'encontre de l'électeur Jean-Frédéric, qui a attaqué les domaines d'Henri II de Brunswick-Wolfenbüttel. L'empereur proclame que la dignité de prince-électeur des Wettin revient désormais à la branche albertine ; Maurice cependant hésite longtemps à effectuer l'expédition punitive contre la ligue et Philippe de Hesse. Mais le roi Ferdinand entreprenant une campagne des Habsbourg contre l'électorat de Saxe, il n'a pas d'autre choix que d'intervenir. Le 24 avril 1547, les forces unies de Charles Quint, Ferdinand II et Maurice remportent la bataille de Muehlberg sur le parti protestant. Son cousin de la branche ernestine, Jean-Frédéric de Saxe qui combat dans les rangs adverses, est capturé et doit renoncer à la dignité de prince-électeur et céder une grande partie de son territoire en faveur de Maurice et la branche albertine, au terme de la capitulation de Wittemberg.

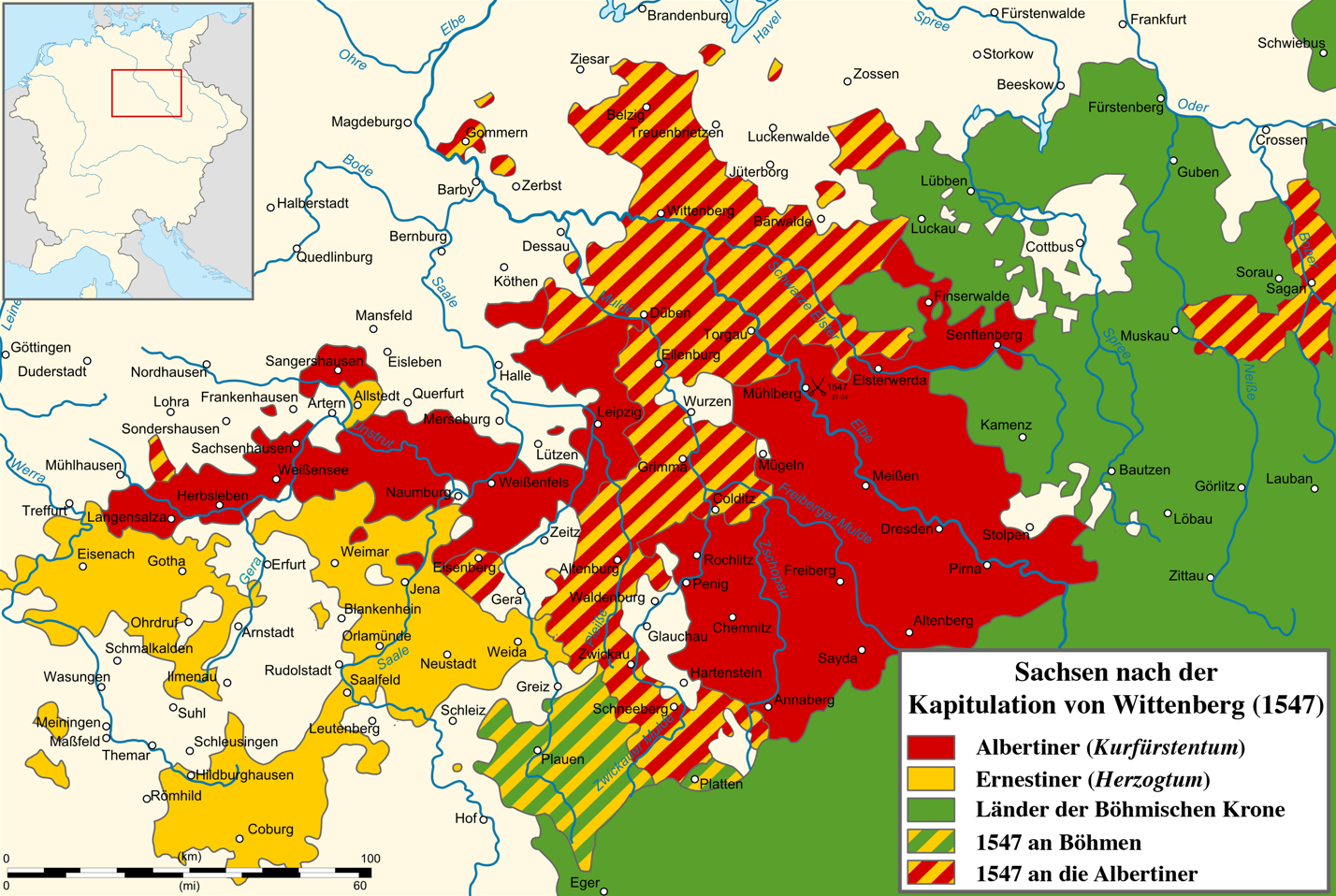
La Saxe après la capitulation de Wittemberg et les gains territoriaux de la branche albertine (en rouge).

Désormais, l'électeur Maurice est l'un des plus puissants princes du Saint-Empire ; néanmoins, il a l'image d'un traître (« Judas de Misnie ») qui n'a pas hésité à jeter en prison son beau-père Philippe. L'attribution officielle du titre de prince-électeur a lieu lors de la Diète d'Empire à Augsbourg le 25 février 1548. Cette assemblée adopte également l'Intérim d'Augsbourg, un décret impérial élaboré à la demande de l'empereur, alors qu'il cherche à apaiser les tensions entre catholiques et protestants.
Certains protestants modérés se rallient à l’Intérim, arguant qu’il vaut mieux faire quelques concessions avec le catholicisme que de voir détruire le luthéranisme, mais de nombreuses provinces s’opposent au pouvoir impérial, dont les citoyens de Magdebourg. En 1551, les forces de Maurice assiègent la ville. Finalement, l'électeur s'empare de la ville au nom de Charles Quint, mais il quitte brusquement le parti de l'empereur et rejoint l'union de plusieurs princes protestants, dont Albert de Brandebourg-Ansbach, Jean-Albert de Mecklembourg, Guillaume de Hesse et Albert II Alcibiade de Brandebourg-Culmbach, pour défendre l'autonomie des protestants et pour libérer son beau-père Philippe de Hesse, que Charles Quint retient prisonnier.
Maurice y joue un rôle clé : il conclut le 5 octobre 1551 un pacte secret permettant au roi Henri II de France de s'assurer du soutien de plusieurs princes allemands pour une campagne contre Charles Quint ainsi que de la conquête des Trois-Évêchés de Metz, Toul et Verdun dans l'ouest de l'Empire. Ce pacte est ratifié par le traité de Chambord le 15 janvier 1552 ; plus tard, l'arrivée des troupes protestantes en Tyrol contraint l'empereur à traiter et à accorder par le traité de Passau, un précurseur de la paix d'Augsbourg, une amnistie générale et le libre exercice du culte réformé. Cela donne la possibilité à Maurice d'améliorer sa réputation ; toutefois, ses liens d'amitiés avec le fils de l'empereur, Philippe II, qui se sont créés lors de son voyage au Saint-Empire en 1549, sont définitivement brisés.

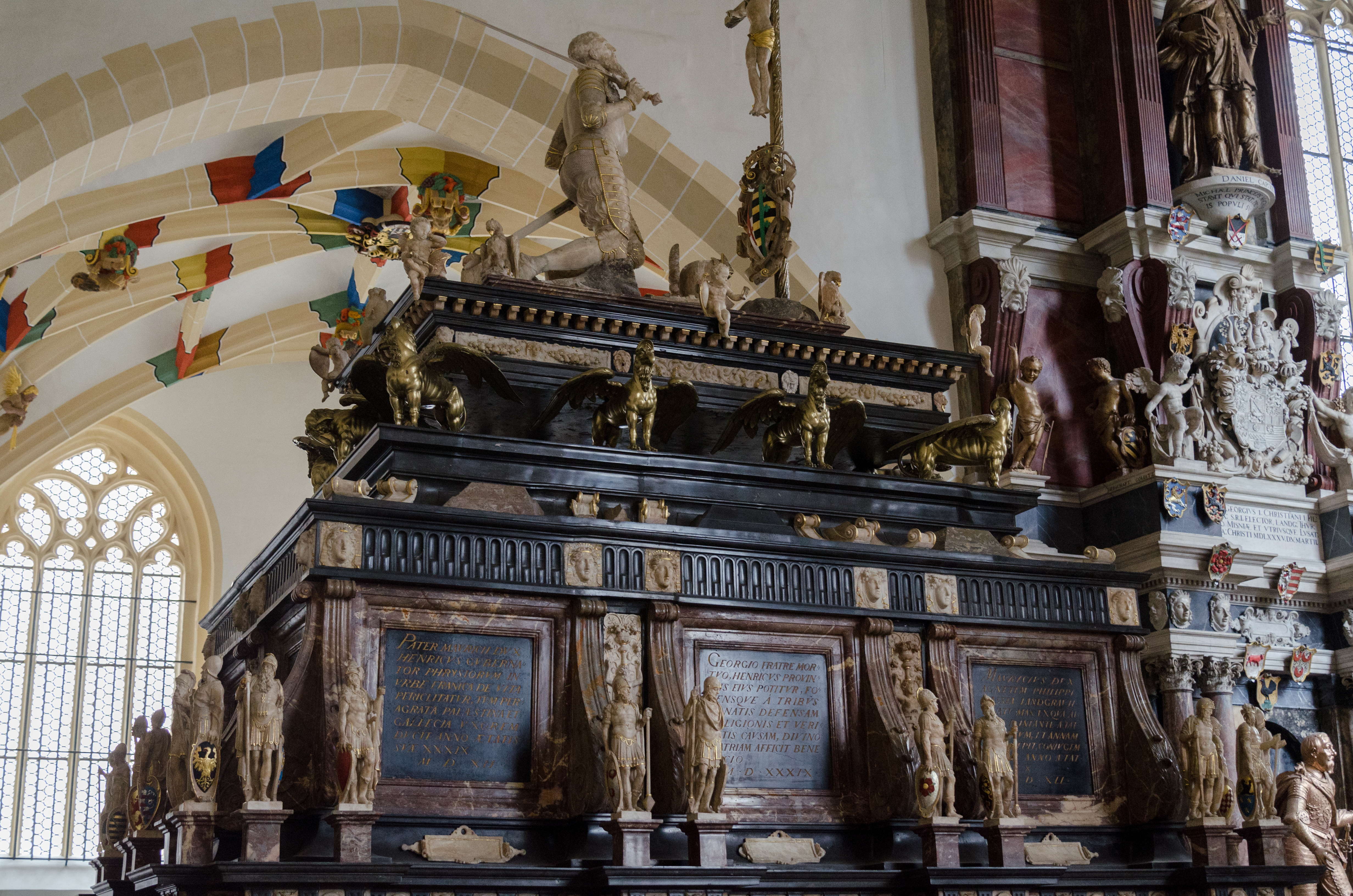
Cénotaphe dans la cathédrale de Freiberg.

La révolte des princes est suivie de la seconde guerre des margraves en Franconie. Maurice est chargé l'année suivante par la Chambre impériale de se charger de son ancien allié, le margrave Albert II Alcibiade de Brandebourg-Culmbach, qui trouble la paix en attaquant les évêchés de Wurtzbourg et de Bamberg. À la tête de l'armée saxonne, il bat les troupes margravines à la bataille de Sievershausen le 9 juillet 1553 mais une balle l'abat et il meurt deux jours plus tard des suites de ses blessures,. Il est inhumé dans la cathédrale de Freiberg, où un cénotaphe en style Renaissance est créé en 1563, sur un projet de Benedetto Tola. Comme il ne laisse pas de fils, c'est son frère cadet Auguste qui lui succède.